# Virgilia Figueredo
Virgilia Figueredo Fernández (26 giugno 1942) è un'ex cestista paraguaiana.

## Carriera
Con il Paraguay ha disputato i Campionati mondiali del 1964 e ha vinto la medaglia d'oro ai Campionati sudamericani del 1962.